# Keep 'Em Flying
Keep 'Em Flying é um filme de comédia norte-americano, lançado em 1941, dirigido por Arthur Lubin.

## Elenco
- Bud Abbott...Blackie Benson
- Lou Costello...Heathcliff
- Martha Raye...Gloria Phelps / Barbara Phelps
- Carol Bruce...Linda Joyce
- William Gargan...Craig Morrison
- Dick Foran...Jinx Roberts
- Charles Lang...Jim Joyce
- William B. Davidson...Gonigle
- Truman Bradley...Butch
- Loring Smith...Maj. Baratow
- William Forrest...Colonel
- Freddie Slack...Pianist